# Amor y balas
Amor y balas (título original: Love and Bullets) es una película británica dirigida por Stuart Rosenberg y estrenada en 1979.

## Sinopsis
Un teniente de policía destinado al departamento de investigación criminal, Charlie Congers (Bronson), investiga sobre la muerte de la prometida de un agente de policía a consecuencia de una sobredosis.

## Reparto
- Charles Bronson: Charlie Congers
- Jill Ireland: Jackie Pruit
- Rod Steiger: Joe Bomposa
- Henry Silva: Vittorio Farroni
- Strother Martin: Louis Monk
- Bradford Dillman: Brickman
- Michael V. Gazzo: Lobo
- Paul Koslo: Huntz
- Vale Avery: Caruso
- Sam Chew Jr.: Cook (como Sam Chew)
- Billy Gray: Durando (como William Gray)
- Jerome Thor: Senador
- Joseph Permanece: Coronel
- Albert Salmi: Andy
- John Hallam: Cerutti